# Schanda Balázs
Schanda Balázs Tibor (1968. augusztus 18. –) magyar jogász, az alkotmányjog és az egyházjog nemzetközileg is elismert professzora, a Pázmány Péter Katolikus Egyetem Jog- és Államtudományi Karán az Alkotmányjog Tanszék vezetője, 2007-től 2013-ig az egyetem jogi karának dékánja. Fő szakterülete a vallásszabadság, az állam és egyház viszonya, a magyar és összehasonlító állami egyházjog, egyházi közjog, az alkotmányosság elvei és az alkotmány értéktartalma, a házasság és a család alkotmányjogi védelme.
1993-ban végzett az ELTE Állam- és Jogtudományi Karán. Tanulmányait Trierben, Bonnban, Birminghamben és New Yorkban végezte. PhD-fokozatát 2003-ban szerezte meg, 2010-ben habilitált, 2012 óta egyetemi tanár. 2004-től a Pázmány Péter Katolikus Egyetem tanára, 2007 és 2013 között a jogi karának dékánja volt. Több mint tíz évet dolgozott az Alkotmánybíróság munkatársaként.
Az 1990-es évektől jogi kurzusok oktatója többek között alkotmányjogi, alapjogi és emberi jogi területeken. Több mint száz tudományos közlemény szerzője, számos európai nyelven jelentek meg publikációi elsősorban a vallásszabadság és az állam-egyház viszony témakörében. A Bevezetés az alkotmányjogba című egyetemi tankönyv társszerzője és -szerkesztője Trócsányi László igazságügyi miniszterrel.
2016. november 22-én az Országgyűlés alkotmánybíróvá választotta Marosi Ildikóval, Horváth Attilával és Szabó Marcellel együtt.

## Művei
- Erdő Péter–Schanda Balázs: Egyház és vallás a mai magyar jogban. A főbb jogszabályok szövegével, nemzetközi bibliográfiával; Szent István Társulat, Bp., 1993 (Egyház és jog)
- Alkotmányjogi alapismeretek; szerk., bev. Schanda Balázs; Csokonai, Debrecen, 1997
- Magyar állami egyházjog; Szent István Társulat, Bp., 2000 (Bibliotheca Instituti Postgradualis Iuris Canonici Universitatis Catholicae de Petro Pázmány nominatae I. Institutiones)
- Legislation on church-state relations in Hungary; szerk. Schanda Balázs; Ministry of Cultural Heritage, Bp., 2002
- Magyar állami egyházjog; 2. átdolg. kiad.; Szent István Társulat, Bp., 2003 (Bibliotheca Instituti Postgradualis Iuris Canonici Universitatis Catholicae de Petro Pázmány nominatae I. Institutiones)
- Formatori iuris publici. Studia in honorem Geisae Kilényi septuagenarii. Ünnepi kötet Kilényi Géza professzor hetvenedik születésnapjára; szerk. Hajas Barnabás, Schanda Balázs; PPKE Jog- és Államtudományi Kar–Szent István Társulat, Bp., 2006
- Alkotmányjogi jogszabálygyűjtemény. Tansegédlet; szerk. Hajas Barnabás, Schanda Balázs; Szent István Társulat, Bp., 2007
- The constitution of the Republic of Hungary; szerk., bev. Schanda Balázs; Pázmány Péter Catholic University Faculty of Law and Political Sciences–Szent István Társulat, Bp., 2007
- Bevezetés az alkotmányjogba; szerk. Trócsányi László, Schanda Balázs; SZTE ÁJTK–PPKE JÁK, Szeged–Bp., 2010 (A Pázmány Péter Katolikus Egyetem Jog- és Államtudományi Karának tankönyvei)
- Látlelet közjogunk elmúlt évtizedéről; szerk. Schanda Balázs, Varga Zs. András; PPKE JÁK, Bp., 2010 (A Pázmány Péter Katolikus Egyetem Jog- és Államtudományi Karának könyvei. Tanulmányok)
- Religion and law in Hungary; Kluwer, Alphen aan den Rijn, 2011
- Bevezetés az alkotmányjogba; szerk. Trócsányi László, Schanda Balázs; Szent István Társulat, Bp., 2011- (A Pázmány Péter Katolikus Egyetem Jog- és Államtudományi Karának tankönyvei)
- Alkotmányjog. Alapjogok; szerk. Schanda Balázs, Balogh Zsolt; PPKE JÁK, Bp., 2011 (A Pázmány Péter Katolikus Egyetem Jog- és Államtudományi Karának tankönyvei)
- Állami egyházjog. Vallásszabadság és vallási közösségek a mai magyar jogban; Szent István Társulat, Bp., 2012 (Bibliotheca Instituti Postgradualis Iuris Canonici Universitatis Catholicae de Petro Pázmány nominatae II. Manualia)
- Viva vox iuris civilis. Tanulmányok Sólyom László tiszteletére 70. születésnapja alkalmából; szerk. Csehi Zoltán, Schanda Balázs, Sonnevend Pál; Szent István Társulat, Bp., 2012 (Bibliotheca iuridica Libri amicorum)
- The Basic Law of Hungary. A first commentary; szerk. Csink Lóránt, Schanda Balázs, Zs. Varga András; Clarus Press–NIPA, Dublin, 2012
- Bevezetés az alkotmányjogba. Az Alaptörvény és Magyarország alkotmányos intézményei; szerk. Trócsányi László, Schanda Balázs, Csink Lóránt; HVG-ORAC, Bp., 2012
- The mutual roles of religion and state in Europe. Proceedings of the 24rd Congress of the European Consortium for Church and State Research, Pázmány Péter Catholic University, Budapest, 8-11 November 2012; szerk. Schanda Balázs; Institute for European Constitutional Law, University of Tier on behalf of the European Consortium for Church and State Research, Trier, 2013
- Bevezetés az alkotmányjogba. Az Alaptörvény és Magyarország alkotmányos intézményei; szerk. Trócsányi László, Schanda Balázs, Csink Lóránt; 2. átdolg. kiad.; HVG-ORAC, Bp., 2013
- Alkotmányjog. Alapjogok; szerk. Schanda Balázs, Balogh Zsolt; 2. átdolg. kiad.; Pázmány Press, Bp., 2014 (A Pázmány Péter Katolikus Egyetem Jog- és Államtudományi Karának tankönyvei)
- Bevezetés az alkotmányjogba. Az Alaptörvény és Magyarország alkotmányos intézményei; szerk. Trócsányi László, Schanda Balázs, Csink Lóránt; 3. átdolg. kiad.; HVG-ORAC, Bp., 2014
- Bevezetés az alkotmányjogba. Az Alaptörvény és Magyarország alkotmányos intézményei; szerk. Trócsányi László, Schanda Balázs, Csink Lóránt; 4. átdolg. kiad.; HVG-ORAC, Bp., 2015

## Díjak
- Pro Facultate díj (BME VIK), 2007
- A Magyar Érdemrend tisztikeresztje, 2011[1]